# سانتیاگو سانو
سانتیاگو سانو (اسپانیایی: Santiago Zannou‎؛ زادهٔ ۱۹۷۷) کارگردان فیلم و فیلم‌نامه‌نویس اهل اسپانیا است. پدر وی اهل بنین و مادرش از اهالی آراگون بود. وی در محلهٔ کارابانچل در مادرید بزرگ شد و در سن ۱۹ سالگی به مایورکا رفت. سپس جهت تحصیل در رشتهٔ فیلم‌سازی به بارسلون رفت تا در «مرکز مطالعات فیلم کاتالونیا» (CECC) تحصیل کند. او در سال ۲۰۰۸ برندهٔ جایزهٔ گویای بهترین کارگردان جدید و در سال ۲۰۱۳ نامزد دریافت «جایزه گویا برای بهترین فیلم‌نامه اقتباسی» شد.